# Édouard Poty
Édouard Poty – belgijski strzelec, olimpijczyk, medalista mistrzostw świata.

## Kariera
Uczestnik Letnich Igrzysk Olimpijskich 1908, na których wystartował w 1 konkurencji. Zajął 5. miejsce w drużynowym strzelaniu w karabinie dowolnym w trzech postawach z 300 m, osiągając ostatni wynik w zespole. 
Poty został brązowym medalistą mistrzostw świata w 1906 roku, ponownie osiągając ostatni rezultat w reprezentacji (skład Belgii: Norbert De Ribaucourt, Edouard Myin, Charles Paumier du Vergier, Édouard Poty, Paul Van Asbroeck).

## Wyniki

### Igrzyska olimpijskie
| Igrzyska    | Konkurencja                                     | Wynik                                         | Miejsce | Źródło |
| ----------- | ----------------------------------------------- | --------------------------------------------- | ------- | ------ |
| Londyn 1908 | Karabin dowolny, trzy postawy, 300 m, drużynowo | 4509 pkt. (druż.) 604 pkt. ind. (255–204–145) | 5       | [ 1 ]  |

### Medale mistrzostw świata
Opracowano na podstawie materiałów źródłowych:
| Mistrzostwa   | Konkurencja                                     | Wynik                                         | Miejsce |
| ------------- | ----------------------------------------------- | --------------------------------------------- | ------- |
| Mediolan 1906 | Karabin dowolny, trzy postawy, 300 m, drużynowo | 4495 pkt. (druż.) 826 pkt. ind. (304–268–234) |         |